# Petäjäsaari (ö i Finland, Lappland, Norra Lappland, lat 68,81, long 27,89)
Petäjäsaari är en ö i Finland. Den ligger i sjön Enare träsk och i kommunen Enare i den ekonomiska regionen Norra Lappland och landskapet Lappland, i den norra delen av landet, 1 000 km norr om huvudstaden Helsingfors. Öns area är 0,7 hektar och dess största längd är 230 meter i sydöst-nordvästlig riktning.